# Sowjetisches Außenhandelsmonopol
Der Begriff des staatlichen sowjetischen Außenhandelsmonopols (russ.: Gosudarstvennaja monopolija vnešnej torgovli v SSSR) stand für die Alleinstellung staatlicher Stellen der UdSSR bei der Durchführung von Handelsgeschäften mit dem Ausland. Unmittelbar nach der Oktoberrevolution mit protektionistischer Zielsetzung eingerichtet, wurde das Monopol des auswärtigen Handels zudem als unabdingbar für die Planwirtschaft angesehen und in Artikel 14h der Verfassung der UdSSR von 1936 verankert.

## Zeit der Diskussionen 1917–1924
Bereits am 10. Dezember 1917 hatte Lenin in einer Denkschrift über die Durchführung der sozialistischen Politik im Bereich Finanzen und Wirtschaft das staatliche Außenhandelsmonopol an dritter Stelle seiner neun Punkte zur Wirtschaftspolitik der Diktatur des Proletariats notiert. Tatsächlich war zum Ende des Ersten Weltkriegs hin eine privatwirtschaftliche Betätigung im Auslandsgeschäft schon weitestgehend unterbunden, die Bolschewiki mussten den Zustand, anders als unter dem Zaren vorgesehen, nur fortbestehen lassen. Festgeschrieben wurde alles mit dem Dekret des Rates der Volkskommissare vom 22. April 1918 „Über die Nationalisierung des Außenhandels“. Der Außenhandel war damit den gesamtpolitischen Interessen des Staates unterworfen. Er betrug 1919 nur noch ein Prozent des Wertes von 1913, Auswirkung des Russischen Bürgerkriegs und der Wirtschaftsblockade, die vom Obersten Rat der Entente erst am 16. Januar 1920 aufgehoben wurde. In einer Verordnung „Über die Organisation des Außenhandels und des Warenaustausches der RSFSR“ verfügte am 11. Juni 1920 der Rat der Volkskommissare die Umbenennung des Volkskommissariates für Handel und Industrie in Volkskommissariat für Außenhandel (NKWT), dem am 17. März 1921 mit der Verordnung „Über die Plankommissionen“ auch die gesamte Außenhandelsplanung zufiel, nachdem das Hauptkomitee für Außenhandel beim Obersten Volkswirtschaftsrat aufgelöst worden war. Nicht nur gab es ein Monopol für alle Außenhandelsfunktionen, es lag dessen Ausübung nun bei einem einzigen Staatsorgan, mit einer Person an der Spitze: Leonid Krassin, 1921–23 Volkskommissar für den Außenhandel und gleichzeitig Handelsvertreter in London.
Krassin verfocht das Außenhandelsmonopol ganz im Sinne Lenins, für den es nach Einführung der Neuen Wirtschaftspolitik (NEP) neben Banken, Großindustrie und Verkehrswesen zu den Schaltstellen oder Kommandohöhen der Wirtschaft zählte. Im entscheidenden Moment war Trotzki ihr Verbündeter, der den Nutzen des Außenhandelsmonopols für die Planwirtschaft hervorhob. Die Forderung nach einer Abschaffung wurde am hartnäckigsten vom Obersten Volkswirtschaftsrat unter P. A. Bogdanow hochgehalten, Kritiker waren aber auch Sokolnikow, Sinowjew und Bucharin, die den Außenhandel auf einer breiteren Grundlage organisiert sehen wollten. Stalin nahm anfangs Anstoß an der mangelhaften Wirkkraft des Monopols. Zwar hatte es mit einer Verordnung „Über den Außenhandel“ des Allrussischen Zentral-Exekutivkomitees und des Rates der Volkskommissare im Oktober 1922 Zugeständnisse in Richtung einer Dezentralisierung der Außenhandelsfunktionen gegeben, was das zugehörige Geschehen im Inland anbelangte, nur um ein Jahr später wieder stark zentralisierten Verfahren den Vorzug zu geben – die Handelsvertretungen erhielten ein stärkeres Gewicht.

## In der Industrialisierungsperiode 1925–1929
Auf Lenins engagierten Einsatz für das Außenhandelsmonopol hin, blieb es nicht aus, dass es nach dessen Tod den Charakter eines Dogmas gewann. In der Sowjetunion unumstritten etabliert, musste es nun in Verträge mit dem Ausland eingebaut werden, anders konnten die Handelsvertretungen dort nicht Fuß fassen. Nur ließ sich das Außenhandelsmonopol kaum in Einklang bringen mit der Meistbegünstigungsklausel, wie sie in Handelsverträgen vorkam, auch von Gegenseitigkeit konnte hier keine Rede sein. Die üblichen Versuche des Auslands, dem Monopol etwas entgegenzusetzen, waren solche wie die Gründung der Ausfuhrvereinigung Ost in Deutschland. Trotzdem blieb für die Sowjetunion der Vorteil des Monopolgewinns sowie der Umgehung des Groß- und Zwischenhandels.
Voraussetzung für den Aufbau einer neuen Industrie war zum Bezahlen der Importe ein ausreichender Export. Als erstes Instrument diente für die Bereitstellung von Waren aller Art der Gostorg. Aber schon 1925 regte das Oktoberplenum des Zentralkomitees der Kommunistischen Partei die Gründung spezieller Außenhandels-Aktiengesellschaften an, die bald in einem ihnen zugeteilten Tätigkeitsbereich den Außenhandel auf Monopolbasis tätigten. Es war aber mit dieser Handhabung der Außenhandelsaktivitäten der Binnenhandel in seiner Planung kaum in Einklang zu bringen und umgekehrt. Deswegen verschmolz man am 18. November 1925 die zuständigen Stellen zu einem Kommissariat für Außen- und Binnenhandel, leider ein Fehlschlag, da sich offenbar der bürokratische Aufwand erhöhte. Trotzdem wuchs in den späten 1920ern das Außenhandelsvolumen stetig, den größten Anteil hatte daran Zentrosojus (russ.: Central'nyj sojuz potrebitl'skich obščestv – Zentralverband der Konsumgenossenschaften), der für Aktionen auf den Außenmärkten nur der Genehmigung des Kommissariates für Außenhandel bedurfte und in gewisser Hinsicht außerhalb des Monopolrahmens stand.

## Von der Weltwirtschaftskrise zum Zweiten Weltkrieg 1930–1945
Der Bürokratismus-bedingten Schwerfälligkeit wurde am 6. Februar 1930 durch eine Anweisung des Volkskommissariats für Außen- und Binnenhandel über die Reorganisation des sowjetischen Außenhandels abgeholfen: Auf die Export-Import-Aktiengesellschaften folgten teils durch Umwandlung bald dreißig Unions-Außenhandelsvereinigungen (russ.: Vsesojuznye vnešnetorgovye ob'edinenija), die von 1931 an innerhalb und vom 27. Juli 1935 an auch außerhalb der UdSSR selbstständig Außenhandelsgeschäfte abschließen durften. Für jede Warengruppe gab es nun einen speziellen Außenhandelsträger. Ein separates Volkskommissariat für Außenhandel bestand wieder ab dem 22. September 1930, erhielt Befugnisse auch über die Einstellung des Handels mit bestimmten Ländern, trat aber einen bedeutenden Teil der operativen Arbeiten an die Außenhandelsvereinigungen ab. Wer Geschäfte mit sowjetischen Handelspartnern tätigen wollte, musste nun in Moskau vorstellig werden. Im Jahr 1940 veröffentlicht wurden die „Bedingungen der Ausführung von Bestellungen sowjetischer Organisationen durch die Importvereinigungen“ und die Verordnung „Über die Bedingungen der Lieferung von Waren für den Export“. Abnahme- und Lieferungskontingente waren vom Gosplan zusammen mit dem Volkskommissariat (ab 1946 Ministerium) für Außenhandel im Export-Import-Plan niedergeschrieben. Das Publikationsorgan für Geschäftsbedingungen war die Monatszeitschrift Vnešnjaja torgovlja (Der Außenhandel). Spätestens mit dem Verfassungsrang 1936 hatte das Außenhandelsmonopol den Zustand erreicht, in dem es Jahrzehnte fortbestehen würde. Es erfuhr in den frühen 1930ern aber auch die größte Pervertierung: Ursprünglich durchgesetzt in Gedanken daran, dass unter dem Zaren Lebensmittel exportiert wurden, während die Bevölkerung hungerte, presste Stalin nun aus dem Bauernvolk die Mittel für die ehrgeizige Industrialisierung und betrieb die Verfolgung der Kulaken. Das Außenhandelsvolumen sank bis 1939 wieder auf das Niveau von 1923. Die Weltwirtschaftskrise mit ihren Folgen dürfte der Hauptgrund für den strikten Autarkie-Kurs unter Stalin gewesen sein.

## Von der Blockbildung zur Perestroika 1946–1986
Die Umbenennung der Volkskommissariate in Ministerien erfolgte am 13. März 1946, neben demjenigen für Außenhandel bestand von Juli 1957 an zudem gleichrangig das „Staatskomitee für wirtschaftliche Beziehungen mit dem Ausland“ beim Ministerrat der UdSSR. An ihm lag die Intensivierung der Zusammenarbeit mit sozialistischen Ländern und solchen der Dritten Welt. Dabei ging es hauptsächlich um die Ausfuhr vollständiger Anlagen. Die Sowjetunion nahm noch an den IWF-Verhandlungen teil, bald darauf erfolgte mit der Gründung des Rates für gegenseitige Wirtschaftshilfe (RGW) aber die Abgrenzung eines eigenen Machtbereichs. Das Außenhandelsmonopol gewann nun eine zusätzliche, integrierende Funktion. Eine Generation von Lenin entfernt, lebte ein Drittel der Weltbevölkerung in Ländern, die ihren Handel derart steuerten. Demgegenüber erwog 1954 der Europarat einen Plan, die Geschlossenheit des Westens durch ein eigenes Außenhandelsmonopol zu demonstrieren, mit einer Handelsgesellschaft, durch die der Warenaustausch mit dem Ostblock kanalisiert würde. Die Idee stand aber in einem derartigen Widerspruch zu traditionellen Verfahrensweisen, dass sie nur schwer öffentlich zu vertreten gewesen wäre.
Nicht zuletzt die Möglichkeit, durch Handel die eigene Position im Entwicklungshilfe-Bereich zu verbessern, war unter Chruschtschow Beweggrund, die Sowjetunion auf einen Kurs, heraus aus der weltwirtschaftlichen Isolation, zu bringen – aber es zählte auch die Wohlstandserhöhung im Binnenbereich. 1976 wurde eine verbesserte Außenwirtschaft zu einer Kernaufgabe der Politik erklärt und Breschnew erkannte unter vollständigem Zurücklassen des alten Autarkiestrebens als Besonderheit seiner Zeit „die zunehmende Ausnutzung der internationalen Arbeitsteilung für die Entwicklung jedes Landes, unabhängig von dessen Reichtum und jeweiligem Wirtschaftsniveau“.
Schließlich begann 1986 in der sowjetischen Politik eine als „Perestroika“ bekannt gewordene Phase, zu der eine 1987 gestartete Überholung des Außenwirtschaftssystems gehörte. Zwecks besserer Anpassung des Außenhandelsmonopols an die Weltmarktbedingungen wurde die „Staatliche Außenwirtschaftskommission des Ministerrats der UdSSR“ im August 1986 gegründet, um im Januar 1988 mit dem Ministerium für Außenhandel in einem Super-Ministerium aufzugehen. Es entstanden nun Freiräume für dezentralisierte Investitionsentscheidungen und eindeutig exportorientierte Unternehmen durften eigene Außenhandelsfirmen besitzen. Schon in den frühen 1920ern ausprobiert, jetzt eher kapitalistischen Vorstellungen angepasst und mit neuem Namen versehen, war außerdem das „Joint Venture“ von 1987 an der erleichterte Einstieg in eine Zusammenarbeit über die Systemgrenzen hinweg, mit einem schwerwiegenden Problem, das in einer Eigenart der Sowjet-Währung lag: Der Rubel war nicht konvertierbar. Man hatte zwar durch die vollständige Kontrolle der Außenwirtschaft die Binnenpreise vom Weltgeschehen abkoppeln und einen Import von Inflation ausschließen können, für die nun nötigen Kalkulationen war dieses System jedoch ein Hindernis. Als 1990 in der Sowjetunion 40.000 Firmen selbstständig Export- und Importgeschäfte tätigen durften, hatten sie obendrein das Problem, bei der Aufnahme von Krediten für die Festlegung von Zahlungszielen wenig Routine mitzubringen. Anders als die staatliche Außenwirtschaftsbank, die bisher für die Geldbeschaffung zuständig war und als solide galt, wurden die einzelnen Kombinate nun als sehr heikle Kreditnehmer eingestuft.

## Nachweise
- Hubert Schneider: Das sowjetische Außenhandelsmonopol 1920–1925, Verlag Wissenschaft und Politik, Köln 1973, ISBN 3-8046-8471-8
- Jan F. Triska / Robert M. Slusser: The Theory, Law, and Policy of Soviet Treaties, Stanford University Press, Stanford 1962, S. 324–333
- Kaspar-Dietrich Freymuth: Die historische Entwicklung der Organisationsformen des sowjetischen Außenhandels (1917–1961), Berichte des Osteuropa-Instituts an der Freien Universität Berlin, Berlin 1963
- John Quigley: The Soviet Foreign Trade Monopoly. Institutions and Laws, Ohio State University Press, Columbus 1974
- Heinrich Machowski: Außenwirtschaft. In: Hellmuth G. Bütow (Hrsg.): Länderbericht Sowjetunion, Bundeszentrale für politische Bildung, Bonn 1986 (2. aktualisierte Aufl. 1988), S. 431–448, ISBN 3-89331-019-3